# فرودگاه پنگ‌گونگ
 فرودگاه پنگ‌گونگ (به انگلیسی: Penggung Airport) (به زبان بومی: Bandar Udara Penggung) یک فرودگاه غیرنظامی و نظامی با کد یاتا CBN است که یک باند فرود آسفالت دارد و طول باند آن ۱۲۵۹ متر است. این فرودگاه در کشور اندونزی قرار دارد و در ارتفاع ۲۷ متری از سطح دریا واقع شده است.